# Flieth-Stegelitz
Flieth-Stegelitz é um município da Alemanha, situado no distrito de Uckermark, no estado de Brandemburgo. Tem 46,60 km² de área, e sua população em 2019 foi estimada em 531 habitantes.